# Weißeritz
La Weißeritz è un fiume della Germania che nasce dalla confluenza dei fiumi Rote Weißeritz (Weißeritz Rosso) e Wilde Weißeritz (Weißeritz Selvaggio) nel quartiere Hainsberg della città sassone di Freital e dopo un percorso di 13,7 chilometri sfocia nell'Elba a Dresda.

## Corso
La Weißeritz nasce a Freital, nel quartiere di Hainsberg, dalla confluenza di due corsi d'acqua, il Weißeritz Rosso (Rote Weißeritz) e il Weißeritz Selvaggio (Wilde Weißeritz). Essa scorre attraverso la regione del Döhlener Becken, a est di Freital, ed entra nel paesaggistico Plauenschen Grund. All'uscita da questa valle, attraversa il quartiere Cotta di Dresda e sfocia quivi, nel Bacino di Dresda, nell'Elba.

## Alluvioni del 2002

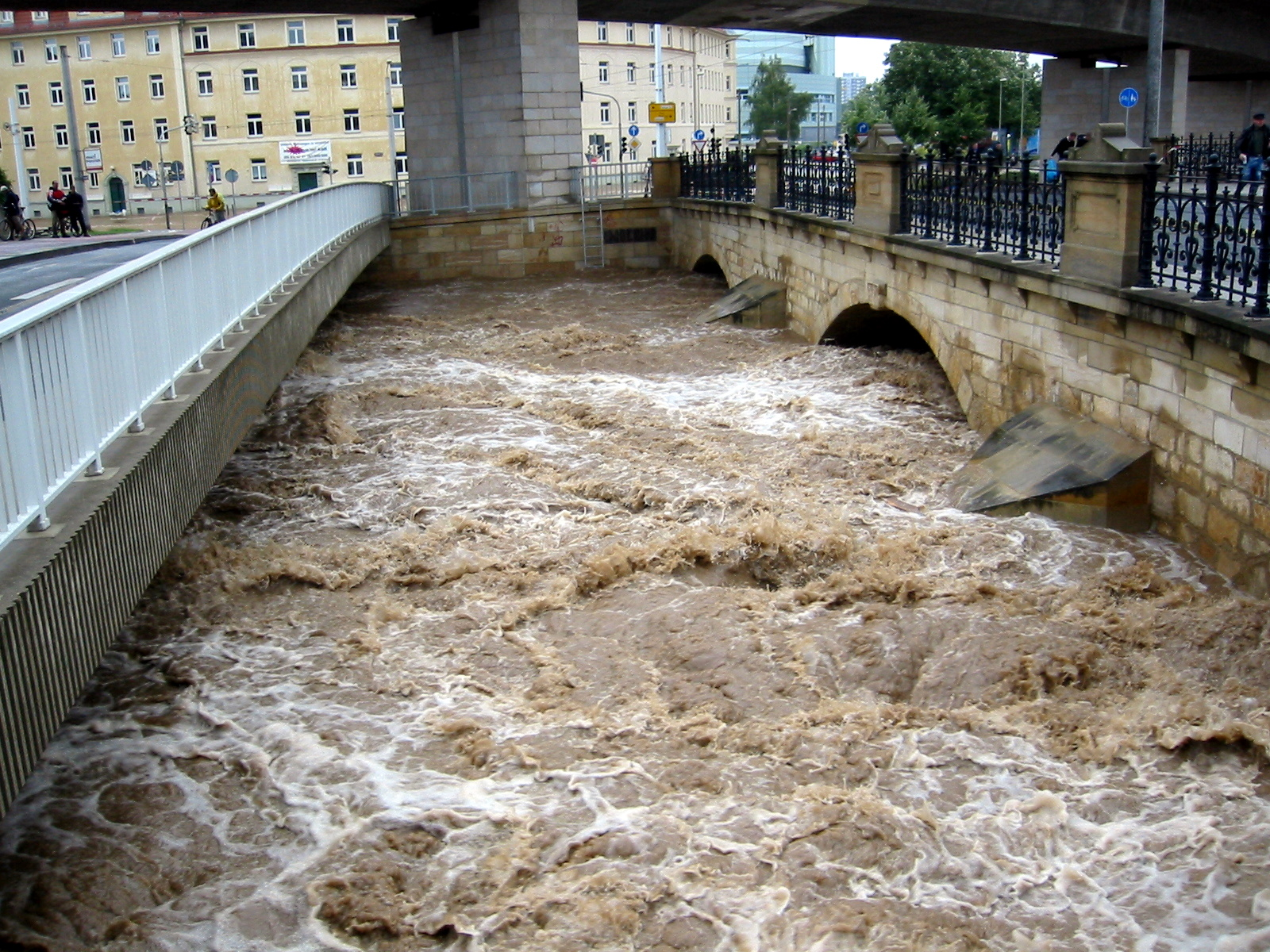
La Weißeritz durante le alluvioni del centro Europa nell'agosto del 2002 in Löbtau

Durante le alluvioni in Europa nel 2002 la Weißeritz cercò di rientrare nel suo antico letto attraverso la Weißeritzstraße, inondando i quartieri di Plauen, Löbtau, Friedrichstadt, il centro storico della città e la stazione centrale.
Nell'intero corso della Weißeritz Rossa da Altenberg fino a Freital, in quello del Wilden Weißeritz a Tharandt e Freital, come in quello dei due rami della Weißeritz riuniti, da Freital fino a Dresda l'alluvione provocò gravi danni alle case, alle strade e agli impianti ferroviari
Come conseguenza dell'alluvione il corso della Weißeritz fu ristrutturato: diversi ponti furono rinnovati e allargati, la sezione trasversale del fiume allargata e attrezzata con superfici di esondazione. Anche la curva della Weißeritz, nel tratto Dresda-Löbtau, fu ampliata per favorire lo scorrere via nella riva Emerich-Ambros.
Anche i ponti della ferrovia della valle della Weißeritz possono ora in caso di alluvione essere alzati. Lo sbarramento della valle Malter non può più dal 2002 in caso di alluvione venire riempito completamente. Con queste misure l'alluvione del 2013 nel Centro Europa provocò solo danni limitati.